# 竹原啓二
竹原 啓二（たけはら けいじ、1953年8月29日 - ）は、東京都出身の元騎手・調教助手。

## 来歴
1973年3月10日に東京・松山吉三郎厩舎からデビューし、中山第3競走4歳未勝利・メジロセキホク（15頭中8着）で初騎乗を果たす 。4月21日の福島第9競走5歳以上200万下・ハマツバキで初勝利を挙げ、翌週の同28日の福島第1競走4歳未勝利・オノデンヨシツネで初の2週連続勝利となる2勝目をマーク。11月23日の東京第5競走4歳以上200万下・アックファースト、翌24日の第5競走障害5歳以上未勝利・メジロマツカゼで初の2日連続勝利を挙げ、1年目の同年は6勝を記録 。
2年目の1974年には初の2桁となる12勝をマークし、同年から1976年まで3年連続2桁勝利を記録。3年目の1975年は平地だけで14勝を挙げるが、1976年には平地5勝に対して障害6勝の計11勝をマーク。
1976年1月31日の東京第4競走4歳新馬では8番人気のシービークインに騎乗し、快調に逃げるトウショウボーイの後ろにぴったりくっついて走ったが、直線でバテて5着に終わっている。1番人気で楽勝したトウショウボーイは後にシービークインとの間にミスターシービーをもうけ、さらにこのレースには後にトウショウボーイとライバルとなるグリーングラスが4着、テンポイントと共に東上していた鹿戸明が騎乗するタイエンジェルが6着に入っており、「伝説の新馬戦」としてしばしば語られる。シービークインとのコンビでは3戦目となる3月28日の中山第3競走4歳未勝利で初勝利に導くが、アタマ差2着のカネコフジは後にトウショウボーイが1600m日本レコードで快勝した平場オープンで7馬身差2着に入っている。ダービー卿CTでは16頭中11番人気のメルシーシャダイに騎乗し、人馬共に重賞初制覇を飾る。
1977年は1年目以来の1桁となる8勝に終わるが、1978年からは1994年まで17年連続2桁勝利を記録。1979年にはシャダイダンサーで函館3歳Sをサクラシンゲキの3着とし、京成杯3歳Sでは3年ぶりの重賞制覇を飾る。朝日杯3歳Sでは3番人気で5着に終わり、1980年春のクラシックは兄弟子の吉永正人に交代。暮れのCBC賞ではコンビが復活し、中京巧者マリージョーイの2着に入った。
1980年はシンザン産駒のフジマドンナで福島開催になって最初のカブトヤマ記念を制し、1981年の第1回ジャパンカップと同日に行われた福島記念では後方待機から馬群の間から抜け出し、前年の皐月賞馬ハワイアンイメージを破る。1983年の中日新聞杯では中団待機から直線で抜け出し、史上初の8歳牝馬による重賞勝利に導いた。
1983年には師匠・松山の実子である松山康久厩舎に移籍し、自己最多の23勝を挙げる。1984年からは平地の騎乗に専念し、1988年の4歳牝馬特別（西）ではスカーレットリボンでアラホウトクの追撃を抑えて逃げ切り、5年ぶりの重賞制覇を飾る。菊花賞ではスーパークリークと共に獲得賞金順で出走資格19番目、同賞金で回避馬待ちであったガクエンツービートに騎乗し、スーパークリークから5馬身差の2着に入って賞金順最下位馬同士の決着を演出。
1989年からはフリーとなり、1991年の関屋記念ではニフティニースで3年ぶりの重賞制覇を飾ると、続くセントウルSもレコードで制して重賞2連勝を飾る 。半弟のニフティダンサーでは1994年の七夕賞でマイヨジョンヌをクビ差抑えて重賞勝ちに導くが、同馬は気性が悪くて走ることに集中せず、岡部幸雄も音を上げたほどであった。
1995年は4勝に終わり、同年9月9日の中山第4競走4歳未勝利・アテスターで最後の勝利を挙げ、1996年3月31日の中山第3競走4歳未勝利・ミスアトランタ（16頭中6着）を最後に現役を引退。
引退後は沢峰次厩舎の調教助手を務めた。

## 騎手成績
| 通算成績 | 1着 | 2着 | 3着 | 4着以下 | 騎乗回数 | 勝率 | 連対率 |
| -------- | --- | --- | --- | ------- | -------- | ---- | ------ |
| 平地     | 154 | 185 | 194 | 1333    | 1866     | .083 | .182   |
| 障害     | 12  | 12  | 14  | 34      | 72       | .167 | .333   |
| 計       | 332 | 274 | 284 | 1578    | 2468     | .135 | .246   |

### 主な騎乗馬
- メルシーシャダイ（1976年ダービー卿チャレンジトロフィー）
- シャダイダンサー（1979年京成杯3歳ステークス）
- フジマドンナ（1980年カブトヤマ記念、1981年福島記念、1983年中日新聞杯）
- スカーレットリボン（1988年4歳牝馬特別 (西)）
- ニフティニース（1991年関屋記念・セントウルステークス）
- ニフティダンサー（1994年七夕賞）

その他
- シービークイン
- モンテプリンス
- モンテファスト
- アンドレアモン
- ウィナーズサークル
- ロイスアンドロイス